# Царевец (Добричская область)
Царевец (болг. Царевец) — село в Болгарии. Находится в Добричской области, входит в общину Добричка. Население составляет 407 человек.

## Политическая ситуация
В местном кметстве Царевец, в состав которого входит Царевец, должность кмета (старосты) исполняет Маргарита Добрева Стоянова (Болгарская социалистическая партия (БСП)) по результатам выборов правления кметства.
Кмет (мэр) общины Добричка — Петко Йорданов Петков (Болгарская социалистическая партия (БСП)) по результатам выборов в правление общины.